# Румынская диаспора
Румынская диаспора (рум. Diaspora română) — эмигранты из республики Румыния. Большая часть из них — этнические румыны (свыше 80 %), хотя также есть румынские венгры, румынские немцы, румынские евреи и всё чаще, румынские цыгане. Общее число уроженцев Румынии, находящихся в эмиграции, достигает 4 млн человек и оно резко увеличилось после ликвидации коммунистического правительства Чаушеску. В результате эмиграции население Румынии значительно сократилось и продолжает сокращаться.

## История
Румынская диаспора пережила три периода эмиграции.

### Первая волна
Первый этап XIX — нач XX вв. затронул в основном лишь творческую румынскую интеллигенцию, охваченную галломанией и стремящуюся установить прочные связи с Францией, куда и направились немногочисленные румынские эмигранты той эпохи (Эжен Ионеску).

### Вторая волна
Второй этап был связан с бурной историей Румынии в XX веке: количество румын, пленённых или депортированных СССР в ходе, а также непосредственно после Великой Отечественной войны было относительно невелико. Из-за экономической отсталости страны в период правления Чаушеску увеличивается число румын, ищущих экономические возможности в более развитых странах — в основном в США, Франции, Канаде. Поддерживаемая правительством румынизация также привела к росту этнически нерумынских беженцев из страны, где их положение становилось всё более шатким, а будущее — неопределённым: евреи выезжали в Израиль и США, венгры — в Венгрию, немцы — в Германию и Австрию. Эмигрантов первых двух волн в основном уже нет в живых, а их потомки уже ассимилировались в новой среде и более не культивируют связи с Румынией.

### Третья волна
Наконец, третья волна массовой трудовой (экономической) эмиграции охватила Румынию после падения режима Чаушеску. Современная румынская диаспора представлена в основном гастарбайтерами, выехавшими на долговременные заработки за рубеж, хотя среди них также много представителей профессиональной и творческой интеллигенции, недовольной исторически низким уровнем зарплат в стране. Резкий приток румын часто вызывает негативные реакции у местного населения, местами фиксируется румынофобия. Депортация цыган из Франции (2010) стала одним из проявлений румынофобии.

### Основные страны диаспоры
- Италия 953,000 (2010)
- Испания 829,715 (2010)
- США 462,526 (2001)
- Германия 200,000 (2010)
- Канада 80,000 (2006)
- Прочие (Греция, Австрия, Португалия, Великобритания, Венгрия и др.)